# Klub Międzynarodowej Prasy i Książki

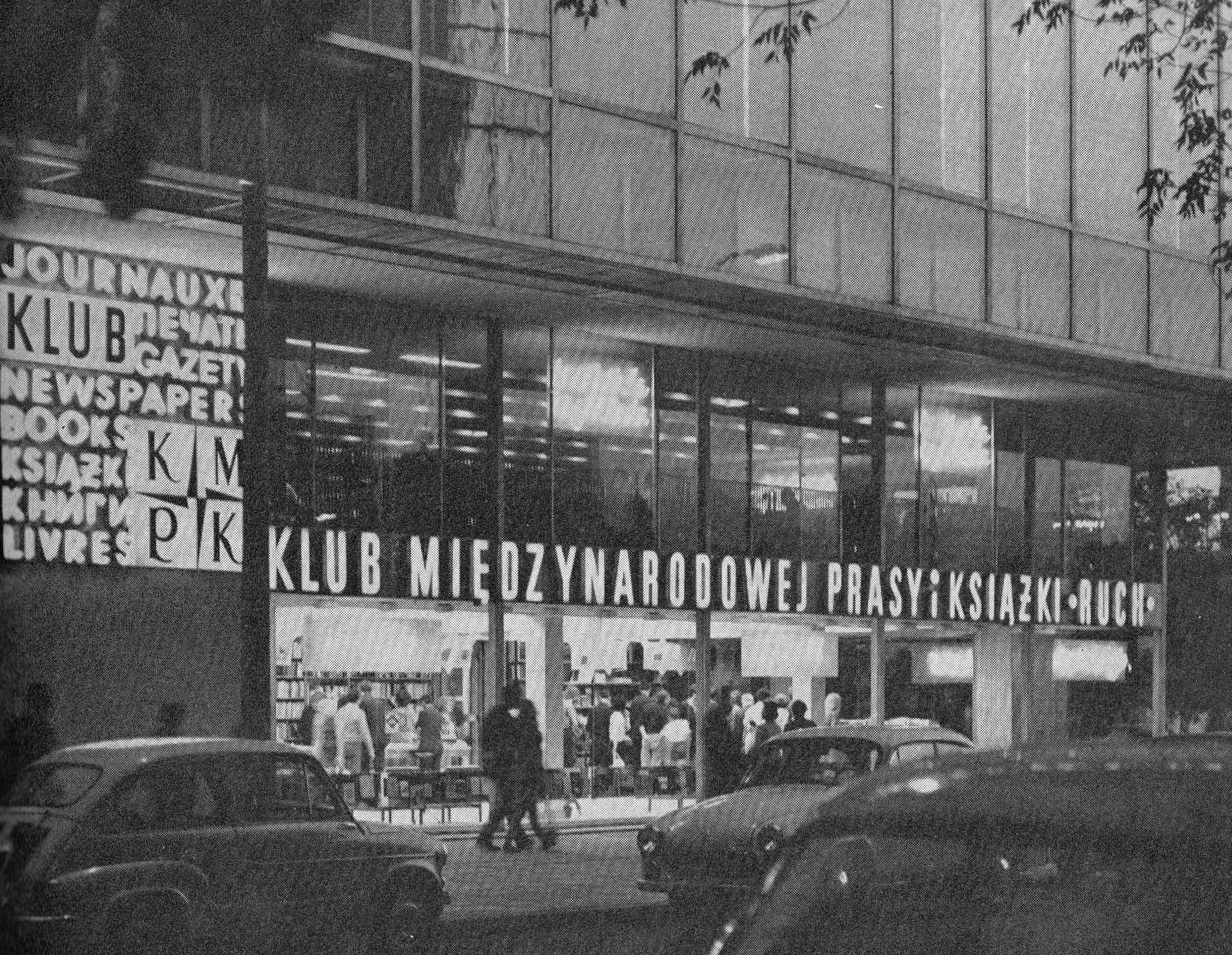
Salon Klubu Międzynarodowej Prasy i Książki w Domach Towarowych „Centrum” na Ścianie Wschodniej w Warszawie

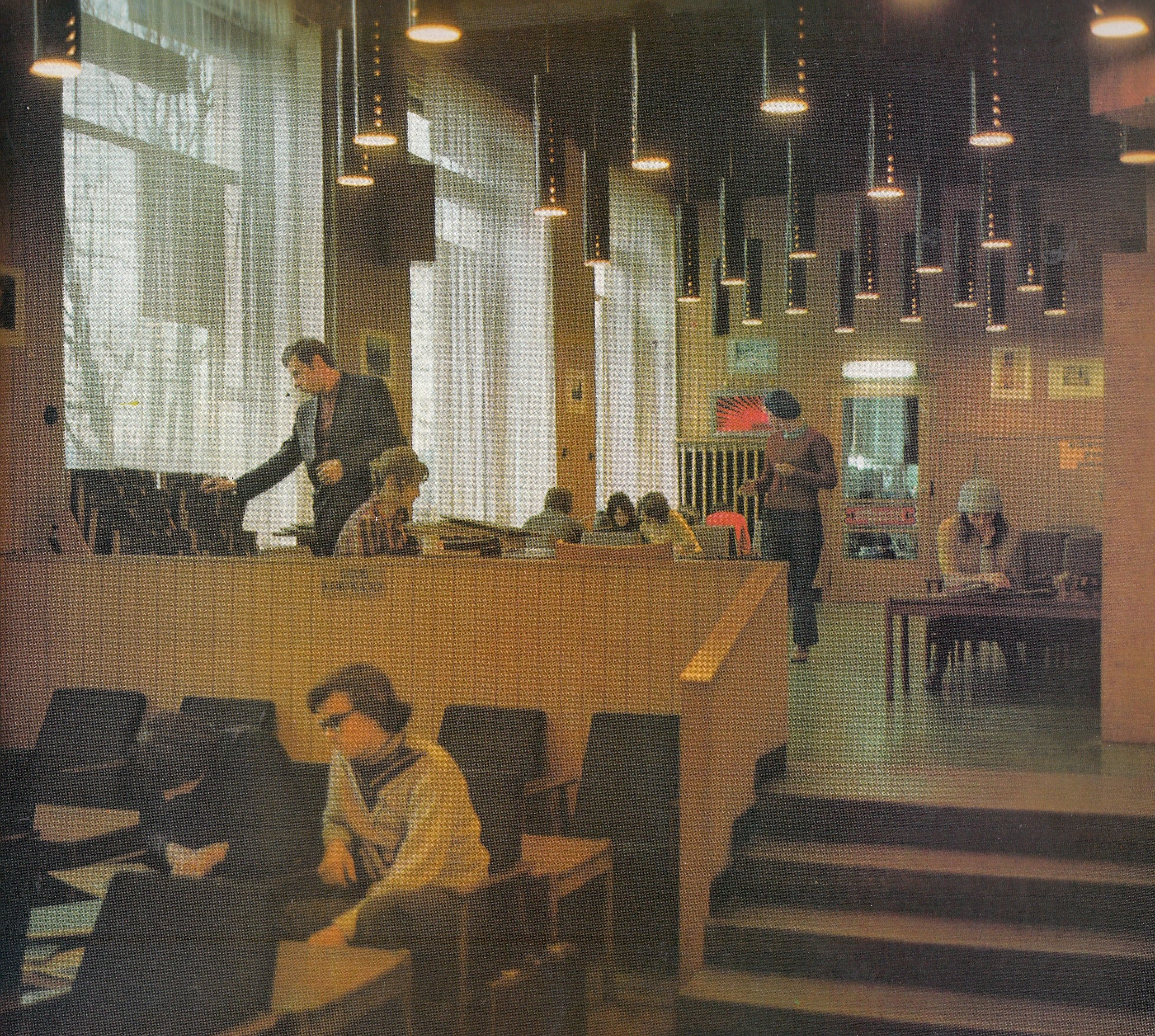
Klub Międzynarodowej Książki i Prasy przy ul. Wolskiej w Warszawie, lata 70.

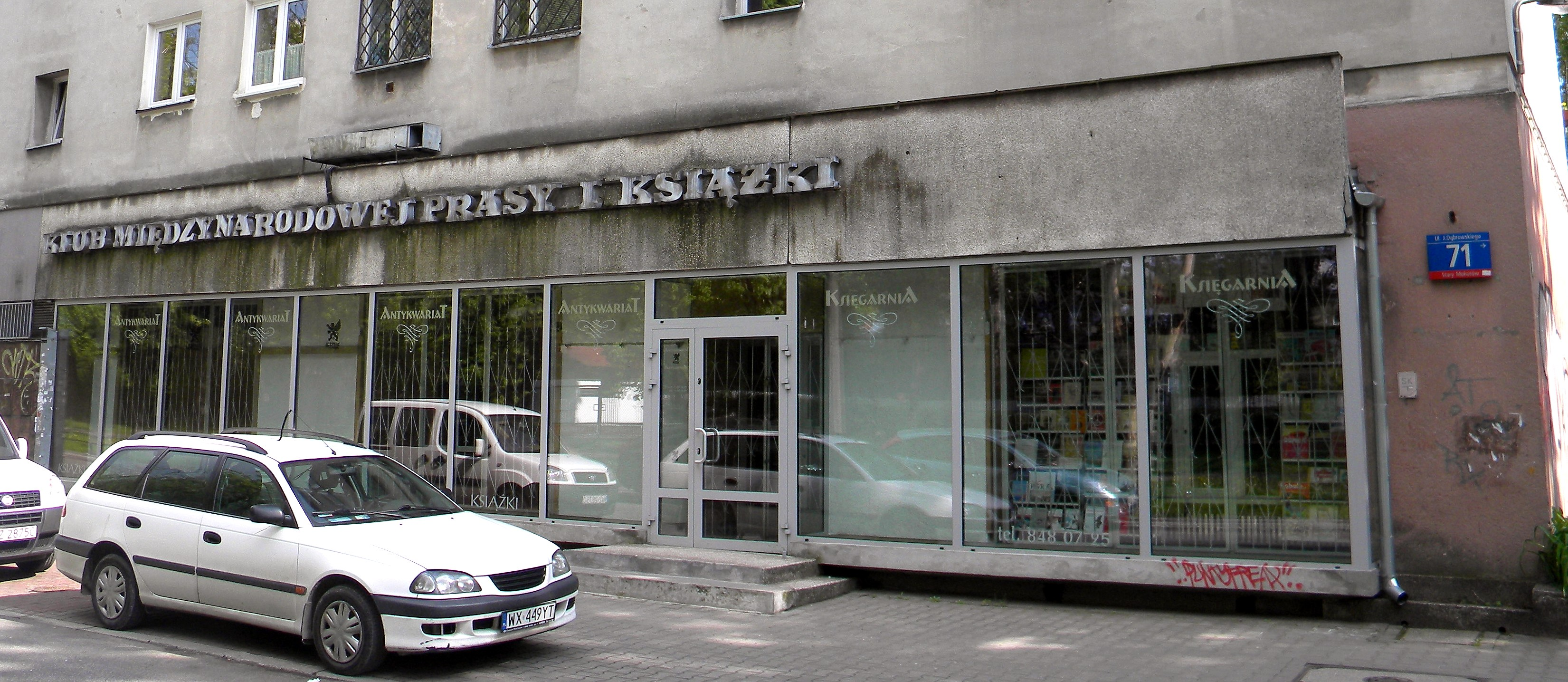
Dawna siedziba KMPiK przy ul. Dąbrowskiego 71 na warszawskim Mokotowie (2010)

Klub Międzynarodowej Prasy i Książki (KMPiK, Klub MPiK, Empik) – polska sieć domów kultury i księgarń założona w 1948 r. przez Zarząd Główny Robotniczej Spółdzielni Wydawniczej „Prasa”.
Salony Klubu MPiK prowadziły czytelnię prasy, klubokawiarnię, księgarnię, kursy języków obcych, działalność imprezowo-wystawienniczą. Powstały we wszystkich dużych miastach. W 1974 działało 60 klubów (w tym 11 w Warszawie). Pierwszy salon Klubu MPiK otwarto 7 października 1948 przy placu Unii Lubelskiej w Warszawie. W 1991 Klub MPiK stał się fundamentem nowo powstałego przedsiębiorstwa Empik.

## Opis
W klubach, których sieć z czasem objęła wszystkie większe miasta w Polsce, sprzedawano przede wszystkim prasę polską oraz pochodzącą z głównych krajów bloku wschodniego, przede wszystkim ZSRR. Do placówek KMPiK na bieżąco dostarczano więc m.in. „Prawdę”, „Izwiestija”, „Rudé právo”, czy też jedyną polskojęzyczną radziecką gazetę codzienną „Czerwony Sztandar”. Towarzyszył im wybór periodyków tematycznych z tychże krajów. Okazjonalnie nabywać można było także publikacje zachodnie. Szerszy ich wybór znajdował się w czytelniach wchodzących w skład większości klubów, z których korzystać można było bezpłatnie, ale za pozostawieniem dowodu tożsamości „pod zastaw”. Kluby wyposażone były także w kawiarenki (z kawą, herbatą, napojami gazowanymi, czasem z ciastkami), szatnie i ubikacje; mogły działać jako wystawy artystyczne oraz, po przestawieniu foteli, normalnie ustawionych wokół niskich stolików, jako miejsca spotkań z autorami lub artystami lub jako miejsca kameralnych koncertów. Niektóre kluby były w tym celu wyposażone w fortepiany. Przy klubach działały też szkółki języków obcych. Pierwszy klub powstał w 1948 r. w Warszawie przy placu Unii Lubelskiej. Na przełomie lat 50. i 60. XX w. funkcję dyrektora sieci pełniła Helena Michnik.
Wskutek transformacji ustrojowej, po uchwaleniu 22 marca 1990 przez Sejm ustawy o likwidacji RSW w 1991 r. dokonano jej przekształcenia, w wyniku czego stała się częścią przedsiębiorstwa Empik założonego przez Jacka Dębskiego (z ramienia RSW Prasa-Książka-Ruch), biznesmena Janusza Romanowskiego i Yarona Brucknera. RSW Prasa-Książka-Ruch wniósł do spółki 74 placówki KMPiK. W 1994 spółkę Empik nabył od Skarbu Państwa koncern Eastbridge N.V. z siedzibą w Holandii, natomiast od 2012 r. właścicielem spółki jest czeski fundusz inwestycyjny Penta Investments Ltd.